# Sceloporus cyanogenys
Sceloporus cyanogenys este o specie de șopârle din genul Sceloporus, familia Phrynosomatidae, descrisă de Cope 1885. Conform Catalogue of Life specia Sceloporus cyanogenys nu are subspecii cunoscute.